# Costus juruanus
Costus juruanus är en enhjärtbladig växtart som beskrevs av Karl Moritz Schumann. Costus juruanus ingår i släktet Costus och familjen Costaceae. Inga underarter finns listade.